# Richard Faltus
Richard Faltus (* 13. Januar 1977 in České Budějovice) ist ein ehemaliger tschechischer Radrennfahrer.

## Sportliche Laufbahn
Richard Faltus begann seine Karriere 1998 bei dem tschechischen Radsportteam ZVVZ-DLD, nachdem er im Vorjahr beim ZVVZ-Giant-AIS Team als Stagiaire gefahren war. 2002 wechselte er zu AC Sparta Praha, wo er ein Jahr später eine Etappe beim Ringerike Grand Prix und zwei bei der Ytong Bohemia Tour für sich entschied. Von 2006 bis 2008 fuhr Faltus für das deutsche Continental Team Sparkasse. Er gewann dort eine Etappe beim Grand Prix Cycliste de Beauce und 2007 die Gesamtwertung der Ciclista a Mallorca. 2009 beendete er seine internationale Laufbahn als Straßenradrennfahrer beim AC Sparta Praha.
Bis 2018 bestritt Faltus Steherrennen und startete unter anderem bei Berliner Sechstagerennen.

## Erfolge
2003
- eine Etappe Ringerike Grand Prix
- zwei Etappen Ytong Bohemia Tour

2006
- eine Etappe Grand Prix Cycliste de Beauce

2007
- Gesamtwertung Cinturón a Mallorca

2008
- eine Etappe Grande Prémio Internacional de Torres Vedras

## Teams
- 1997 ZVVZ-Giant-Australian Institute of Sport (Stagiaire)
- 1998 ZVVZ-DLD
- 1999–2000 Wüstenrot-ZVVZ
- 2001 Servisco
- 2001 Agro-Adler-Brandenburg
- 2002–2005 AC Sparta Praha
- 2006–2008 Team Sparkasse
- 2009 AC Sparta Praha